# Янківський Григорій
Григорій Янківський (псевдо.: «Ластівка»; нар. 8 березня 1914, с. Тисова, Перемишльський повіт, Польща — пом. 5 червня 1947, поблизу Лещави-Долішньої, Польща) — український військовик, хорунжий УПА, командир сотні «Ударники-7».

## Життєпис
Григорій Григорович Янківський народився 8 березня 1914 в с. Тисова, у Перемишльському повіті, в колишній Австро-Угорській імперії.
До початку Другої Світової Війни Григорій Янківський служив у Війську Польському і мав звання старшого сержанта. З початком війни Григорій очолює відділ української поліції в селі Ольшани поблизу Красічина. 1943 року вступає до лав УПА, пізніше стає командиром сотні «Ударники-7». Мав звання вістуна, а з 1 січня 1946 — старшого булавного. Сотня «Ластівки» була сформована на початку літа 1945 року із загонів самооборони ІІ-го району Перемиського надрайону та однієї чоти сотні Громенка під командою «Малиняка». Всього було утворено три чоти: «Журавля», «Зимного», «Малиняка», загальною кількістю 160–170 вояків.
Разом з Володимиром Щигельським -«Бурлака» бере участь у знищені нафтових родовищ в Тиряві Сольній восени 1945 року. Наприкінці 1945 — січні 1946 року сотня «Ластівки» брала участь у боях за Бірчу. Протягом 1946 року сотня «Ластівки», складом близько 90 чоловік, входила до куреня Петра Миколенка — «Байди» і діяла на території Перемиського повіту.
Загинув під час переходу на Захід 5 червня 1947 року, в бою на г. Реберець біля с.Лещава-Долішня поблизу Бірчі.

## Вшанування
На території села Калинів у Львівській області встановлений пам'ятник сотенному УПА Григорію Янківському («Ластівка») та 100 героям-повстанцям, які загинули на Закерзонні, Перемишльщині й Самбірщині у 1940–1954 р.р.